# Mehdi Frashëri
Mehdi Frashëri (Frashër, 28 febbraio 1872 – Roma, 25 maggio 1963) è stato un politico e intellettuale albanese.

## Biografia
Mehdi Frashëri, che si può trovare citato anche come Mehdi Bey Frashëri, nacque nel villaggio di Frashër, all'epoca territorio dell'Impero Ottomano, il 28 febbraio 1872. La sua era una famiglia di notabili provinciali che avevano il titolo di bey. Il padre si chiamava Rakip bey, mentre la madre Aishe Çaçi. Non si sa moltissimo sulla sua famiglia. Rakip bey venne ucciso in circostanze non chiare, nel 1879, mentre era kaymakam (sottoprefetto) a Metzovo.
Formazione
Il giovane Mehdi frequentò la scuola elementare a Konica. In seguito si diplomò all'idadiye di Monastir. Guadagnò così la possibilità di iscriversi alla Mülkiye di Istanbul, nella quale si laureò nel 1897. Durante il soggiorno nella capitale ottomana Mehdi Frashëri entrò in contatto con circoli di nazionalisti albanesi e cominciò a lavorare in questa direzione. Faik Konica descriveva Frashëri, nel 1899, come "giovane patriota, molto impegnato e autore di una fervida propaganda". Secondo Clayer, Frashëri era stato incaricato, nel 1901, di installare una tipografia in una cantina di Istanbul per stampare libri in lingua albanese, ma il progetto non ebbe successo.
Dopo la laurea, Frashëri compì lo stage di formazione a Rodi, centro amministrativo del vilayet dell'Arcipelago, e prese il grado di kaymakam. La sua carriera di funzionario dell'Impero si svolse in Rumelia per quasi dieci anni. Venne nominato a Peqin nel triennio 1901-1903 e poi a Ohër (Ocrida) per il periodo 1903-1906. Tra il 1906 e il 1908, servì come kaymakam in diverse kaza (distretti) della Macedonia come Daridere, Çorlu e Luleburgaz.
Nel 1903, Mehdi Frashëri sposò Nejre Biçakçiu, dalla quale ebbe quattro figli, Vehbi, Shehria, Mediha e Ragip. La famiglia della consorte era la più ricca e influente della città di Elbasan, anche se divisa in due partiti concorrenti, quello di Aqif Pasha e quello di Dervish bey. Nejre Frashëri era sorella di Dervish bey e cugina di primo grado di Ahmet bey Zogolli. Questi legami familiari furono sicuramente di aiuto a Mehdi Frashëri per la sua futura carriera politica in Albania, dato che egli, nonostante il titolo di bey, non possedeva grandi ricchezze materiali.
Carriera politica
Durante i primi anni della sua carriera di funzionario dell'Impero Ottomano, oltre che con i circoli albanisti, Frashëri entrò in contatto anche con gruppi del Comitato Unione e Progresso (CUP). La propaganda unionista era molto forte in Macedonia e molti albanisti erano attratti da tale propaganda, perlomeno fino al 1908. Infatti, Frashëri venne denunciato come giovane turco nel 1905. Inoltre, il suo secondo libro, in lingua turca si chiamava La filosofia della rivoluzione dei Giovani Turchi. Dopo la rivoluzione del 1908, diventò mutesarrif (prefetto), carica con la quale servì a Senidje, nel sangiaccato di Novipazar, a Serres, in Macedonia e poi a Samsum, in Anatolia, fino al 1911. A Samsun, pubblicò il suo primo libro, in turco, che riguardava l'applicazione delle capitolazioni nell'Impero Ottomano. Nel 1911 fu nominato valì (governatore) in Palestina dove restò per circa un anno. Si dimise per tornare in Albania dove stava nascendo un nuovo stato indipendente.
Nel 1913 Frashëri venne nominato prefetto di Berat dal governo provvisorio di Ismail Qemali. Dopo l'arrivo del Principe di Wied alla guida del paese, si formò un nuovo gabinetto guidato da Turhan Pasha Përmeti. Frashëri diventò delegato dell'Albania presso la Commissione Internazionale di Controllo. In questa veste, venne inviato a trattare con i separatisti dell'Epiro del nord con i quali raggiunse, a nome del governo Përmeti, un accordo che garantiva una buona autonomia alle provincie di Argirocastro e Coriza. Durante la prima guerra mondiale Frashëri lasciò il paese. Trascorse qualche mese a Losanna e poi si stabilì a San Demetrio Corone, in Calabria, dove venne nominato insegnante di albanese al collegio degli arbëreshë.
Il futuro del paese doveva essere deciso dalla conferenza di pace di Parigi, dove la vicenda albanese rientrava nel problema più ampio che riguardava la "questione adriatica". Rientrato in Albania nel 1918, Frashëri divenne Ministro degli Interni nel nuovo governo Përmeti e poi venne inviato nella capitale francese per mettere ordine tra le varie delegazioni che volevano rappresentare il paese.

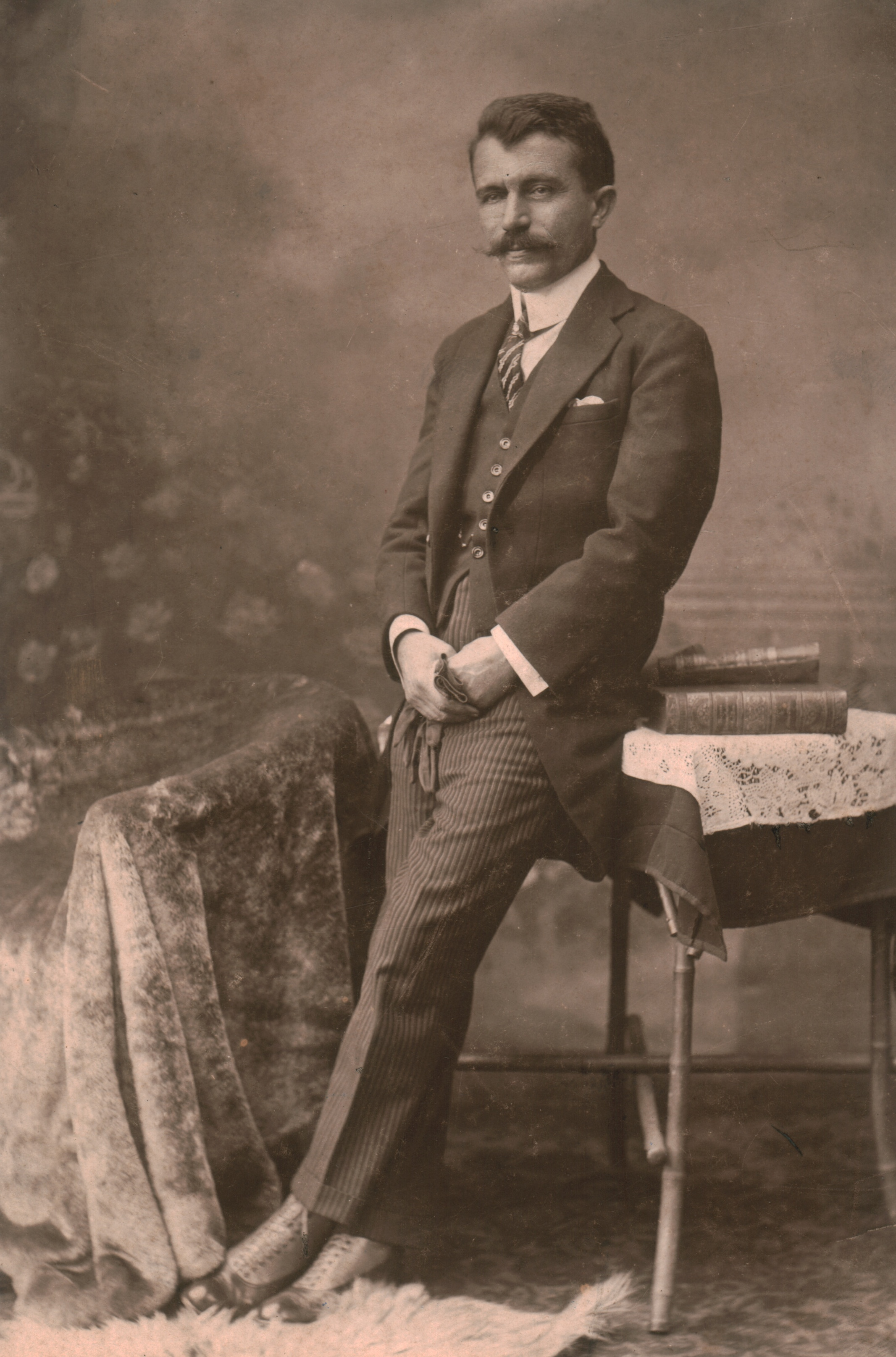

Nell'Albania interbellica, Mehdi Frashëri svariati incarichi politici. Ministro degli Interni nel primo governo Vrioni (novembre 1920 - luglio 1921) e titolare dei Lavori Pubblici nel secondo gabinetto Vrioni (luglio - ottobre 1921), Frashëri venne eletto deputato della prefettura di Elbasan nel primo parlamento albanese (1921-1923). Rappresentò l'Albania presso la commissione internazionale che decise definitivamente i confini del paese e presso la Società delle Nazioni a Ginevra.
Durante gli anni della dittatura zoghista (1924-1939), Mehdi Frashëri ebbe un ruolo molto rilevante. Oltre a rappresentare l'Albania in diverse sedute della Società delle Nazioni, svolse una parte decisiva nelle commissioni che redassero i nuovi codici albanesi negli anni 1926-1932. Dal 1929 divenne capo dell'Alto Consiglio di Stato, organo che aveva il compito di studiare e scrivere i nuovi progetti di legge da presentare in parlamento. Frashëri si distinse come uomo capace e soprattutto onesto, qualità rara nei politici albanesi del periodo. Non era più parlamentare dal 1924, ma venne chiamato a fare il Ministro dell'Economia nel 1930 e a guidare il governo nell'anno critico 1935. Il gabinetto Frashëri, rimasto in carica per un anno, viene descritto dalla storiografia come governo liberale oppure governo dei giovani.
Finita l'esperienza da Primo Ministro, Frashëri si ritirò dalla vita politica fino all'aprile del 1939. Durante i giorni dell'occupazione italiana, fu tra i pochi a cercare di organizzare una resistenza armata nella capitale. Per questo motivo fu considerato un antifascista pericoloso. Arrestato dalle autorità italiane, venne costretto al confino in Italia fino al 1943. Dopo l'armistizio dell'8 settembre, in Albania, le truppe tedesche subentrarono a quelle italiane. Mehdi Frashëri fu riportato in Albania e nominato nell'Alto Consiglio di Reggenza insieme a Lef Nosi, Anton Harapi e Fuat Dibra.
Nel novembre del 1944, alla vigilia dell'entrata dei comunisti a Tirana, si trasferì con la famiglia in Italia. Abitò a Roma, in piazza Regina Margherita, fino al 1963, anno della sua morte.
Produzione intellettuale
Oltre alla lunga e prestigiosa carriera politica, Mehdi Frashëri si distinse anche per le numerose pubblicazioni scritte in turco, albanese e francese. La sua produzione è molto varia e riguarda diverse discipline: storia, sociologia, politica, diritto, economia, finanza e letteratura. Su di lui però non esistono monografie o biografie. La mancanza di studi su Frashëri, in epoca comunista, è facilmente comprensibile. Etichettato da Enver Hoxha come “quisling, strumento cieco nelle mani dei nazisti”, il suo nome cadde presto in oblio e i suoi scritti furono dimenticati. Dopo la caduta del regime la situazione è cambiata. Sono stati ripubblicati due suoi lavori: Storia antica dell'Albania e degli Albanesi e Problemi albanesi. Inoltre, nel 2005, la casa editrice Omsca ha pubblicato le sue memorie che coprono gli anni 1913-1933. Questi tre libri, tuttavia, rappresentano solo una piccola parte della produzione scritta di Mehdi Frashëri.
Oltre ai libri ripubblicati, Frashëri scrisse anche un romanzo (Nevruzi, 1923) e una tragedia (Trathtia, s.d.). Le cose migliori però le produsse in ambito giornalistico. Gli scritti sui periodici coprono una gamma tematica molto ampia. Frashëri collaborò soprattutto con Dajti nel biennio 1924-1926, Gazeta e re nel biennio 1928-1929, Vullneti i popullit nel 1931, Besa durante il 1932, Illyria e Minerva negli anni 1933-1935.
Alle centinaia di articoli comparsi nei vari periodici albanesi del periodo interbellico, vanno aggiunte le molte brochure: Tirana Kryeqytet (1924); Nje polemikë mbi kulturën greke ne Shqipëri (1925); Lidhja e Prizrenit (1927); Konferencë në klubin italian të Tiranës (1929); Aveniri i Shqipërisë në pikpamje bujqësore (1931); Nji konferencë mbi luften Ruso-Turke (1933); Programi i kryeministrit, (1936); Nacionalizma shqiptare dhe faktorët ngatarrestarë (1943).